# Zöld ánizsgomba
A zöld ánizsgomba (Clitocybe odora) a pereszkefélék családjába tartozó, Eurázsiában és Észak-Amerikában honos, lomb- és fenyőerdőkben élő, ehető gombafaj. 

## Megjelenése
A zöld ánizsgomba kalapja 3-10 cm széles, alakja fiatalon domború, majd ellaposodik, végül benyomottá, kissé tölcséressé válik. Széle kezdetben begöngyölt, idősen gyakran hullámos. Színe kékeszöldes, zöldes, idősen szürkésbarnásra vagy szürkészöldre kifakul. Felszíne száraz, fiatalon hamvas, finoman szőrös, később csupasz.
Húsa vékony, fehéres. Szaga erős, ánizsszerű; íze fűszeres, édeskés.
Sűrű lemezei tönkhöz nőttek vagy kissé lefutók. Színük halvány kalapszínű, idővel kifakulnak, szürkéssárgásak lesznek.
Tönkje 3-8 cm magas és 0,3-1,5 cm vastag. Alakja nagyjából egyenletesen hengeres, néha görbült. Színe halvány szürkészöldes. Felülete száraz, hamvas, idősen csupasz. Tövéhez sűrű micéliumfonadék kapcsolódik.
Spórapora fehér (esetleg rózsaszínes vagy krémszín árnyalattal). Spórája elliptikus, sima, inamiloid, mérete 6-9 x 3,5-5,5 µm.  

### Hasonló fajok
Fiatalon a zöld harmatgombával, az idős, kifakult példányok a mérgező illatos tölcsérgombával és viaszfehér tölcsérgombával téveszthető össze. 

## Elterjedése és termőhelye
Eurázsiában és Észak-Amerikában honos. Magyarországon gyakori. 
Lomb- és fenyőerdőkben egyaránt megtalálható, gyakran seregesen nő. Júliustól novemberig terem. 

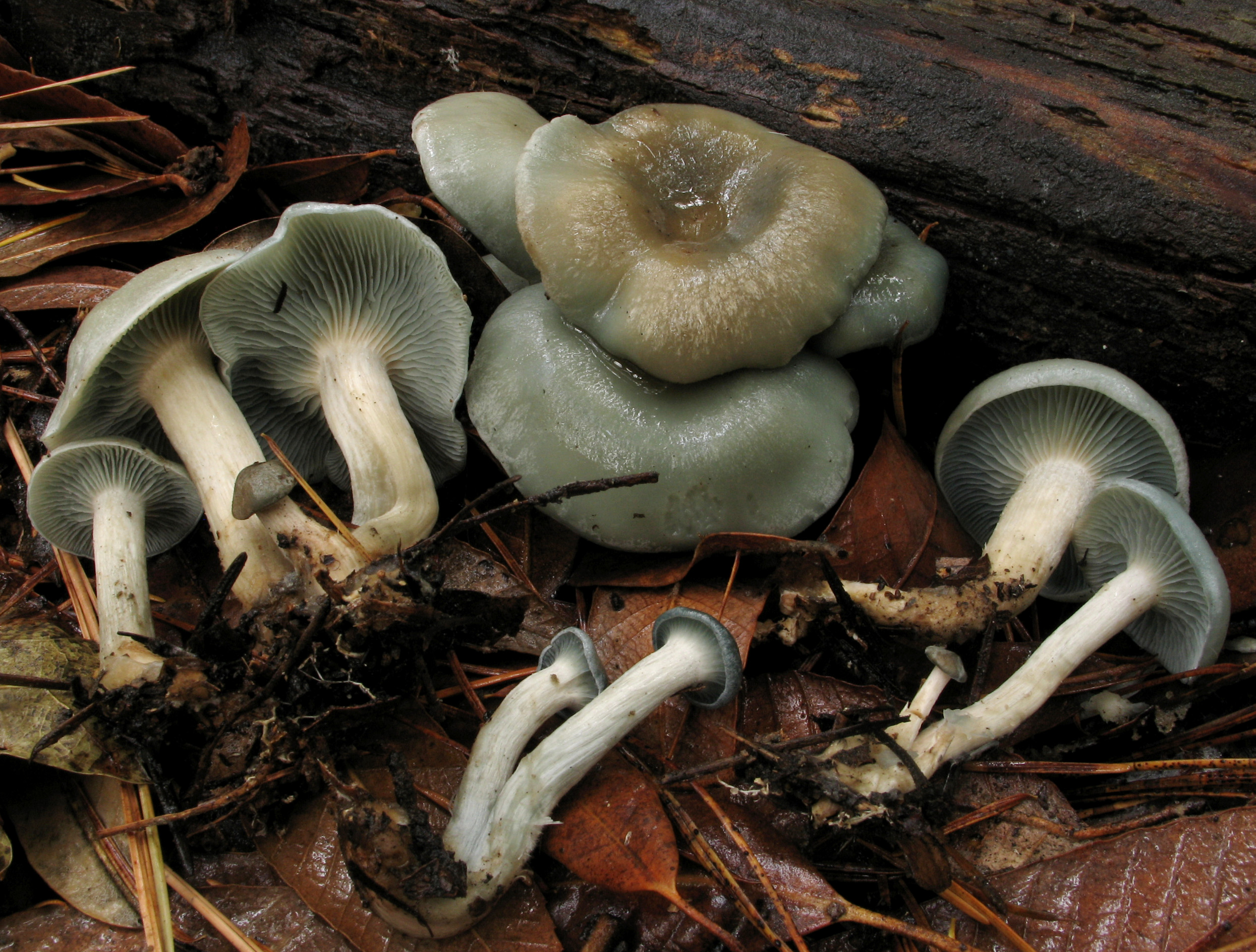
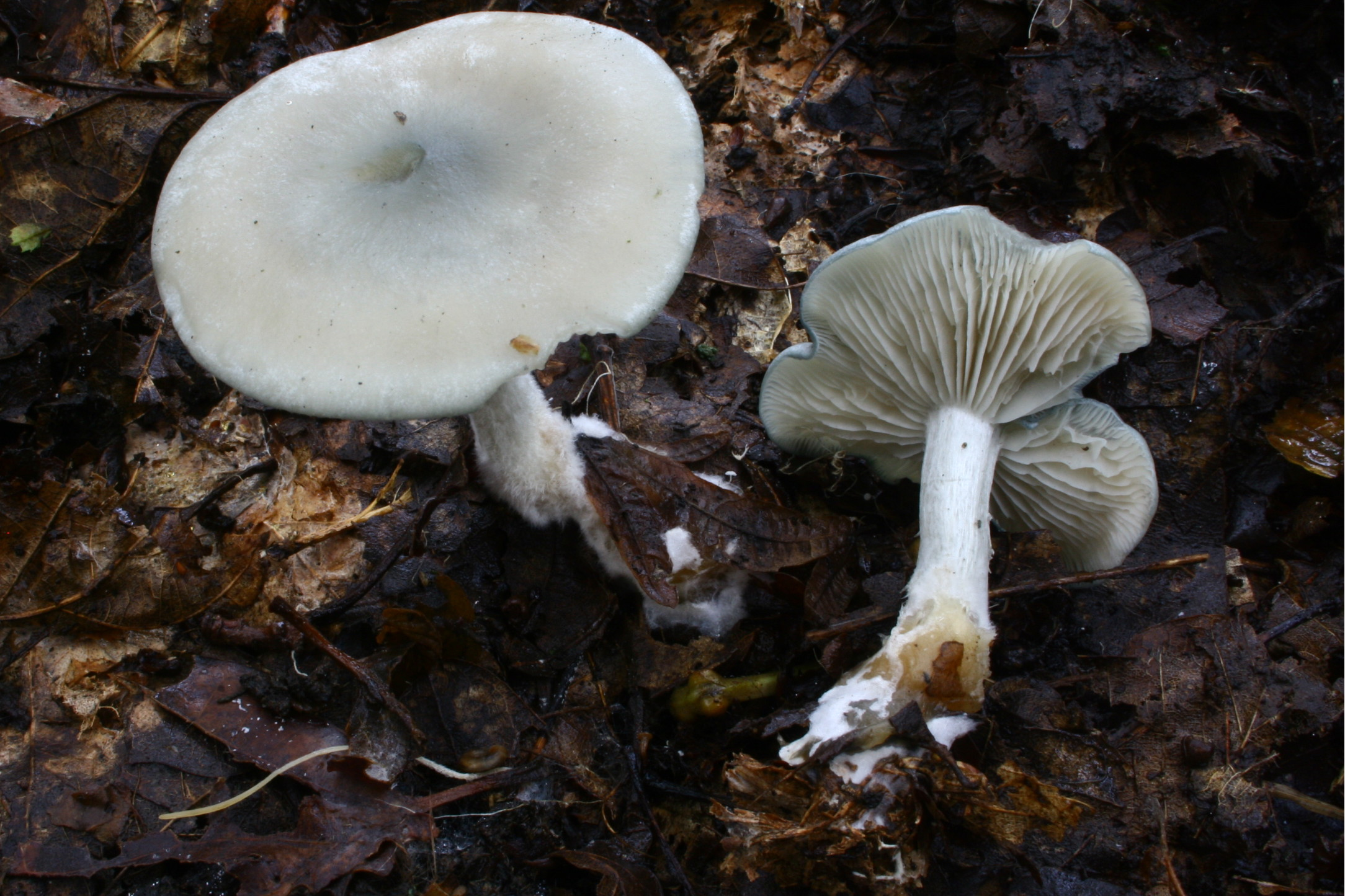
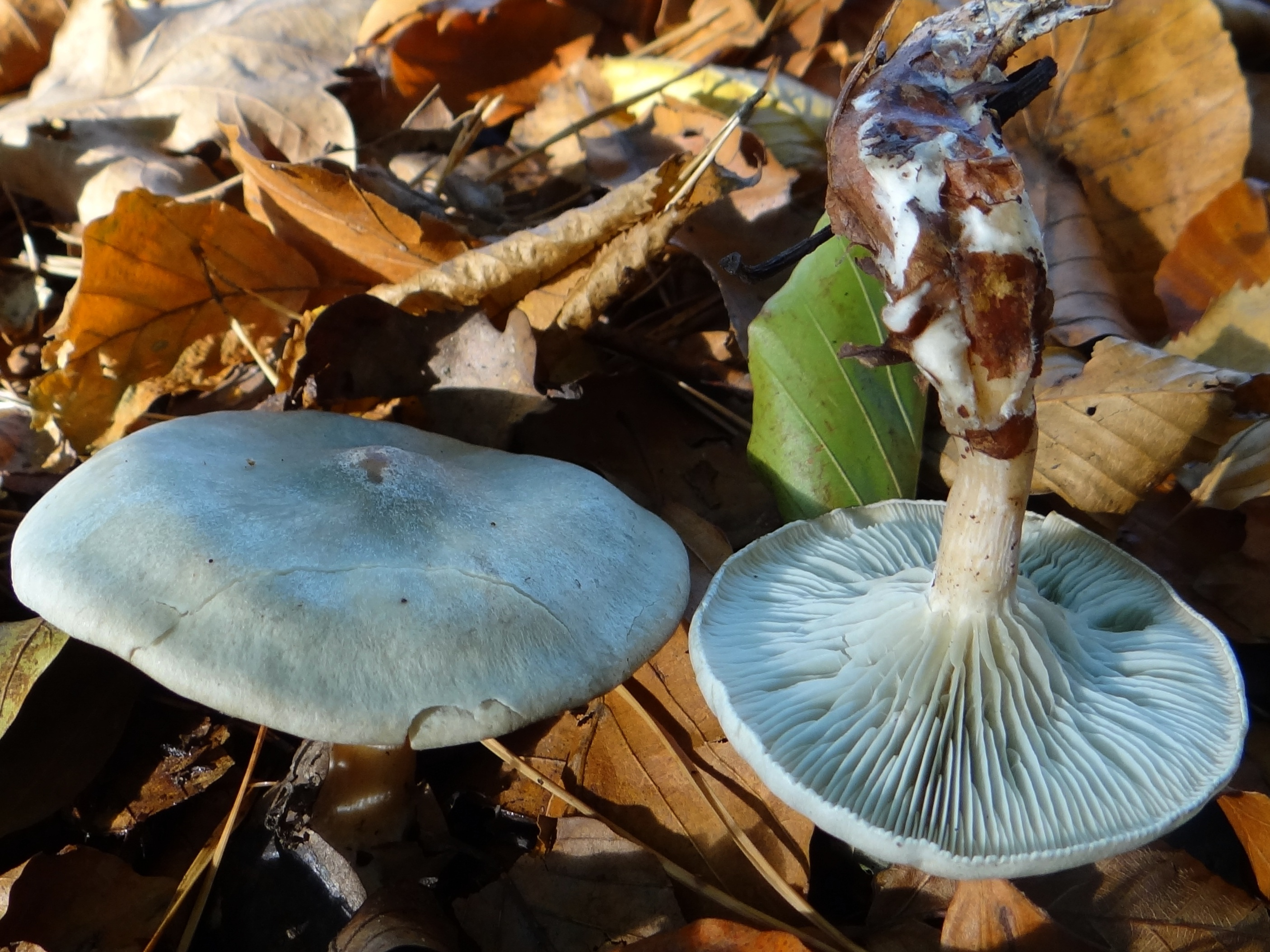
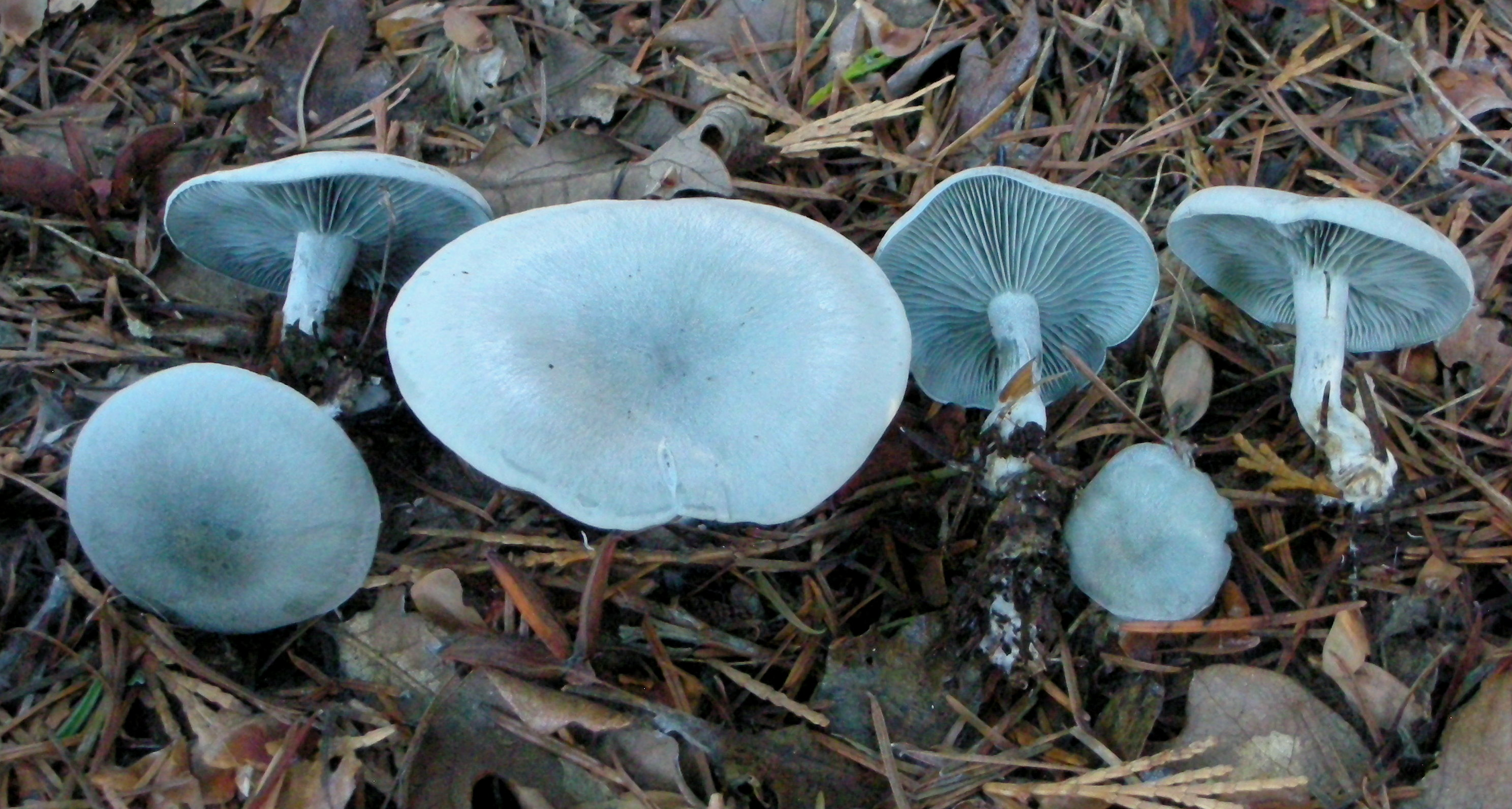
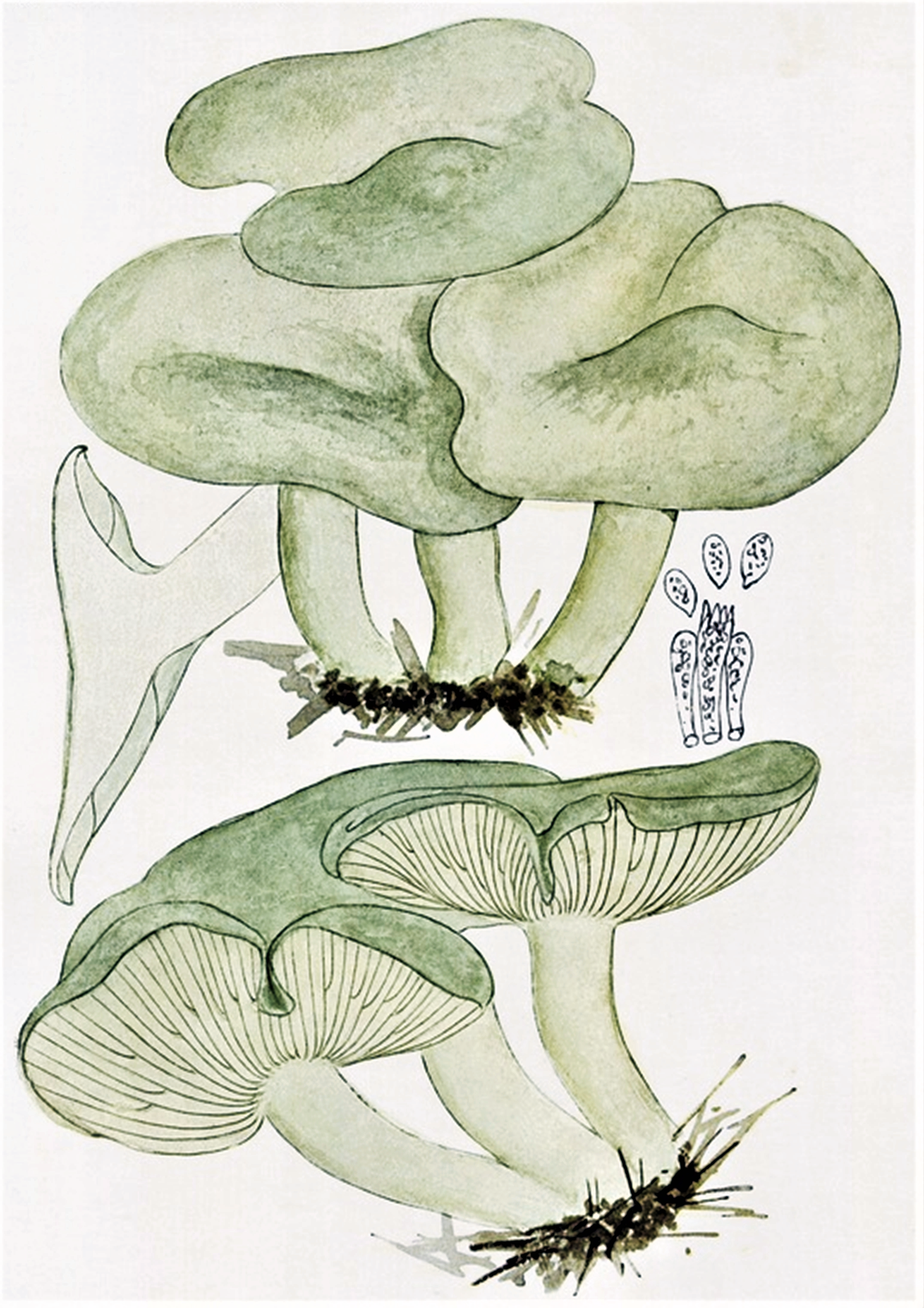

Ehető.